# Droga do Śródziemia
Droga do Śródziemia (The Road to Middle-Earth) – książka Toma Shippeya wydana w 1982 roku w Londynie. Jest to studium wprowadzające w twórczość J.R.R. Tolkiena. Autor analizuje wpływ zainteresowań naukowych pisarza na jego twórczość beletrystyczną i śledzi twórcze procesy, które doprowadziły Tolkiena do stworzenia mitologii Śródziemia.
Wydanie drugie (z roku 1993) zostało uzupełnione o informacje z pierwszych 9 tomów Historii Śródziemia. Wydanie trzecie poprawione i rozszerzone ukazało się w 2003 r.